# PLOS Genetics
《公共科學圖書館：遺傳學》（PLOS Genetics）是2005年創刊的同行评审开放获取的科学期刊，由公共科学图书馆出版。首位主编是來自哥伦比亚大学医学中心的Wayne N. Frankel。该杂志的論文以遗传学和基因组学等各方面的研究為主。